# Курт Георг Кізінгер
Курт Георг Кізінгер (нім. Kurt Georg Kiesinger; 6 квітня 1904, Альбштадт — 9 березня 1988, Тюбінген) — німецький політик, член ХДС, лідер так званої «великої коаліції» і третій федеральний канцлер ФРН з 1966 по 1969 рр. До цього був міністр-президентом Баден-Вюртемберга.

## Життєпис
Член НСДАП з 1933 р., Кізінгер працював в міністерстві пропаганди Третього Рейху; згодом це йому пригадували навіть багато правих політиків. У 1968 році активістка Беате Кларсфельд під час мітингу публічно дала федеральному канцлеру ляпаса і назвала його нацистом. Кізінгер, тримаючись за щоку і майже в сльозах, мовчки зійшов зі сцени і ніколи ніяк не коментував цей інцидент до самої смерті (проте Беате Кларсфельд була засуджена до року позбавлення волі, вирок був пом'якшений до 4 місяців умовно).
Після його відставки влада вперше за 20 років перейшла від християнських демократів, що правили ФРН беззмінно з дня заснування, до СДПН на чолі з Віллі Брандтом.